# 基尔莫尔
基尔莫尔（/ˈkɪlmɔːr/；又译楷模）位于澳大利亞維多利亞州墨爾本以北大約60公里。非常接近休姆高速公路（The Hume Highway）。
近来（2009年），该镇東部遭遇了黑色星期六大火。

## 外部連結
- Kilmore Historical Society （页面存档备份，存于） （英文）
- Kilmore Celtic Festival and Kilmore Mechanics' Institute （页面存档备份，存于） （英文）
- Ferreting, Feasting and Finding Your Way Around Historic Kilmore Country （页面存档备份，存于） （英文）
- Walkabout - Kilmore （英文）